# Trichothyse
Genre
Trichothyse est un genre d'araignées aranéomorphes de la famille des Gnaphosidae.

## Distribution
Les espèces de ce genre se rencontrent en Afrique, en Europe et en Asie.

## Liste des espèces
Selon World Spider Catalog (version 26, 22/02/2025) :
- Trichothyse africana (Tucker, 1923)
- Trichothyse antineae (Fage, 1929)
- Trichothyse fontensis Lawrence, 1928
- Trichothyse furcata (Simon, 1914)
- Trichothyse golan (Levy, 1999)
- Trichothyse hamipalpis (Kroneberg, 1875)
- Trichothyse hortensis Tucker, 1923
- Trichothyse ilkerakkusi (Coşar, Danışman & Marusik, 2024)
- Trichothyse jodhpurensis (Gajbe, 1993)
- Trichothyse karoo Haddad & Sankaran, 2025
- Trichothyse loricata (Kritscher, 1996)
- Trichothyse perversa (Simon, 1914)
- Trichothyse poonaensis (Tikader, 1982)
- Trichothyse pugnax (O. Pickard-Cambridge, 1874)
- Trichothyse senilis (O. Pickard-Cambridge, 1872)
- Trichothyse subtropica Lawrence, 1927
- Trichothyse zuluensis (Lawrence, 1938)

## Systématique et taxinomie
Ce genre a été décrit par Tucker en 1923 dans les Drassidae.

## Publication originale
- Tucker, 1923 : « The Drassidae of South Africa. » Annals of the South African Museum, vol. 19, p. 251-437 (texte intégral).